# Vytvořující funkce (posloupnost)
Vytvořující (též generující) funkce posloupnosti {\displaystyle \{a_{i}\}} je mocninná řada, která v sobě obsahuje informaci o dané posloupnosti. Vytvořující funkce tedy umožňuje popsat posloupnost a pracovat s ní prostřednictvím funkce, která v sobě obsahuje veškeré informace o dané posloupnosti, a naopak otázky týkající se funkcí převádět na zkoumání posloupností. Teorie vytvořujících funkcí má však svoje omezení: Ne každé funkci odpovídá nějaká mocninná řada a ne každá mocninná řada konverguje kdekoli kromě nuly (což ovšem v zásadě nebrání s ní pracovat jako s vytvořující funkcí, pokud nepotřebujeme využít analytické vlastnosti jí definované funkce, ale chápeme ji jen jako tzv. formální mocninnou řadu).
Důležitými aplikacemi teorie vytvořujících funkcí jsou momentová vytvořující funkce v teorii pravděpodobnosti, která mimo jiné umožňuje odvodit rozdělení pravděpodobnosti součtu dvou nezávislých náhodných veličin se známými rozděleními, a příbuzná pravděpodobnostní vytvořující funkce. S pomocí vytvořujících funkcí lze také řešit různé kombinatorické úlohy.

## Definice
Obyčejnou vytvořující funkci posloupnosti {\displaystyle (a_{0},a_{1},a_{2},...)} zapíšeme jako
{\displaystyle a(x)=a_{0}+a_{1}x+a_{2}x^{2}+...=\sum _{i=0}^{\infty }a_{i}x^{i}}
Jedná o tzv. otevřený tvar vytvořující funkce. Poznáme ho tak, že je v něm nekonečný součet (což se nám nemusí příliš líbit). Proto často chceme nalézt tzv. uzavřený tvar, ve kterém se nekonečný součet nevyskytuje.

## Vysvětlení na praktické ukázce
Mějme např. posloupnost
{\displaystyle (1,1,1,1,1,...)}
Pak její vytvořující funkci lze zapsat (na intervalu, ve kterém tato řada konverguje) jako:
{\displaystyle a(x)=1+1x+1x^{2}+...}
Uzavřený tvar této funkce lze snadno odvodit z obecného vztahu pro součet geometrické posloupnosti:
{\displaystyle {1} \over {1-x}}
Tyto dva tvary spolu souvisí tak, že když do nich doplníme za {\displaystyle x} libovolné reálné číslo z intervalu (-1,1) tzn. |x|<1, pro které uvedená mocninná řada konverguje, vyjde nám v obou tvarech vždy naprosto stejný výsledek.
Například doplníme {\displaystyle x=0.5}, pak nám vyjde součet otevřeného tvaru vytvořující funkce:
{\displaystyle a(0.5)=1+0.5+0.5^{2}+0.5^{3}+...=1+0.5+0.25+0.125+...=2}
A pro stejné {\displaystyle x=0.5} vyjde uzavřený tvar taktéž:
{\displaystyle {{1} \over {1-0.5}}=2}
Vytvořující funkci této jednoduché posloupnosti lze dále považovat za klíčovou pro odvození uzavřených tvarů složitějších posloupností.
Například derivací řady {\displaystyle a(x)=1+1x+1x^{2}+1x^{3}+...} získáme řadu {\displaystyle b(x)=0+1+2x+3x^{2}+...}
Pokud tedy zderivujeme uzavřený tvar {\displaystyle a(x)} dostaneme
{\displaystyle a(x)'=b(x)={{1} \over {(1-x)^{2}}}}
Tato nová odvozená funkce představuje posloupnost {\displaystyle (1,2,3,4,5,...)}
Podobnými úpravami lze postupně odvodit vytvořující funkce i pro vybrané posloupnosti (viz tabulka níže).

## Výpočet koeficientu posloupnosti z vytvořující funkce
Máme-li vytvořující funkci ve tvaru {\displaystyle {1} \over {(1-x)^{n}}}, vypočítáme požadovaný koeficient {\displaystyle a_{k}} následovně:
{\displaystyle a_{k}=C_{n-1+k}^{n-1}={\begin{pmatrix}n-1+k\\n-1\end{pmatrix}}}
Nebo lze pro {\displaystyle (1+x)^{-n}} použít tento vzoreček
{\displaystyle a_{k}=C_{-n}^{k}=(-1)^{k}*C_{n+k-1}^{k}}

### Příklad
Hledáme koeficient {\displaystyle a_{8}} u vytv. fce {\displaystyle (1-x)^{-3}={{1} \over {(1-x)^{3}}}}:
{\displaystyle a_{8}=C_{3-1+8}^{3-1}=C_{10}^{2}=45}
Poznámka: Výpočet hodnoty koeficientu u tohoto typu vytvořující funkce vychází ze zobecněné binomické věty.

## Vybrané posloupnosti a jejich vytvořující funkce
| posloupnost | vytv. fce pro {\displaystyle x\in (-1;1)}        |
| --- | ------------------------------------------------ |
| {\displaystyle \left(1,1,1,1,...\right)} | {\displaystyle {1} \over {1-x}}                  |
| {\displaystyle \left(1,-1,1,-1,...\right)} | {\displaystyle {1} \over {1+x}}                  |
| {\displaystyle \left(1,0,1,0,...\right)} | {\displaystyle {1} \over {1-x^{2}}}              |
| {\displaystyle \left(1,0,...,0,1,0,...,0,1,0,...\right)} | {\displaystyle {1} \over {1-x^{n}}}              |
| {\displaystyle \left(1,2,3,4,5,...\right)} | {\displaystyle {1} \over {(1-x)^{2}}}            |
| {\displaystyle \left(1,k,k^{2},k^{3},k^{4},...\right)} | {\displaystyle {1} \over {1-kx}}                 |
| {\displaystyle \left(1,{\begin{pmatrix}k\\1\end{pmatrix}},{\begin{pmatrix}k\\2\end{pmatrix}},{\begin{pmatrix}k\\3\end{pmatrix}},{\begin{pmatrix}k\\4\end{pmatrix}},...\right)} | {\displaystyle \left(1+x\right)^{k}}             |
| {\displaystyle \left(1,k,{\begin{pmatrix}k+1\\k-1\end{pmatrix}},{\begin{pmatrix}k+2\\k-1\end{pmatrix}},{\begin{pmatrix}k+3\\k-1\end{pmatrix}},...\right)}                      | {\displaystyle {1} \over {\left(1-x\right)^{k}}} |
| {\displaystyle \left(0,1,{{1} \over {2}},{{1} \over {3}},{{1} \over {4}},...\right)}                                                                                           | {\displaystyle \ln {1 \over {1-x}}}              |
| {\displaystyle \left(0,1,-{{1} \over {2}},{{1} \over {3}},-{{1} \over {4}},...\right)}                                                                                         | {\displaystyle \ln \left(1+x\right)}             |
| {\displaystyle \left(1,1,{{1} \over {2}},{{1} \over {6}},{{1} \over {24}},{{1} \over {120}},...,{{1} \over {k!}},...\right)}                                                   | {\displaystyle e^{x}}                            |